# Дайер, Ллойд
Ллойд Ричард Дайер (англ. Lloyd Richard Dyer; 13 сентября 1982, Бирмингем, Уэст-Мидлендс) — английский футболист, вингер.

## Карьера

### Вест Бромвич Альбион
Дайер начинал карьеру футболиста в юношеской системе футбольного клуба «Астон Вилла» в 1999 году. В июле 2001 года заключил первый профессиональный контракт с «Вест Бромвич Альбион». Дебют в новом клубе состоялся 2 октября 2002 г. в матче Кубка лиги против «Уиган Атлетик», в котором «Вест Бром» потерпел поражение со счётом 1:3, но эта игра стала первой и последней для Дайера в этом сезоне. В сентябре 2003 он уходит в аренду в клуб «Киддерминстер Харриерс». В составе «гончих» Ллойд провёл 7 матчей и отметился одним голом, после чего вернулся на «Хоторнс» бороться за место в основе.. Дайер принял участие в возвращении «дроздов» в АПЛ во второй половине сезона 2003/04 и в межсезонье продлил контракт со своей командой. Тем не менее, в следующем сезоне Ллойд снова выпал из основного состава команды, и в марте 2005 года был отдан в аренду в «Ковентри Сити». В шести матчах за «небесно-голубых» ему не удалось отметиться результативными действиями, и в сентябре 2005 года, Дайер снова уходит в аренду, уже в лондонский «Куинз Парк Рейнджерс», где проводит полтора десятка матчей.

### Миллуолл
В зимнее трансферное окно сезона 2005/2006 Ллойд меняет прописку на лондонскую, подписывая контракт с «Миллуоллом». Однако, спустя лишь 2 месяца он разрывает отношения с клубом по обоюдному согласию по личным причинам.. В ожидании летнего трансферного окна Дайер тренируется с «Дерби Каунти», но в мезсезонье команда с «Прайд Парк» отказывается заключать с ним контракт, и Дайер переезжает в Милтон-Кинс, подписывая двухлетнее соглашение с местой командой.

### Милтон Кинс Донс
Успешное выступление в новой команде приности Дайеру первую личную награду — в октябре 2007 года Ллойд назван игроком месяца Лиги Два. Председатель жюри Крис Камара сказал на церемонии награждения: «Одна из сильных сторон Ллойда Дайера в его огромной энергии; он может бегать целый день вперёд и назад по левой бровке, выискивая возможности для своих нападающих. В этом месяце он всего лишь добавил к этому личные голы». 3 ноября 2007 года Дайер получает первую красную карточку в карьере в матче против «Уиком Уондерерс». Первый в карьере дубль Ллойд оформил в домашнем разгроме «Аккрингтон Стэнли» со счётом 5:0 3 декабря 2007, а 8 декабря впервые попал в «команду недели Лиги Два». 26 апреля 2008 года, после победы над «Брэдфорд Сити» 2:1, в которой Ллойд отметился голом, МК-Донс становятся Чемпионами Лиги Два.

### Лестер Сити
1 июля 2008 года Ллойд Дайер подписывает трёхлетний контракт с «Лестер Сити», переходя в качестве свободного агента. Его дебют за «лис» приходится на матч-открытие сезона 08/09, в котором новая команда Ллойда одержала верх над старой, Милтон-Кинс Донс, со счётом 2:0. Дайер забивает первые два из четырёх безответных мячей в ворота «Челтнем Таун» 30 августа 2008 года. По итогам сезона Ллойд с 10 мячами в активе становится одним из лучших игроков команды, которая вернулась в «Чемпионшип» с первого места по итогам сезона.
Первый гол в сезоне 09/10 Ллойд забивает в выездном матче в ворота «Мидлсбро» 29 сентября. 6 февраля 2010 года, победный гол Дайера приносит первую за 73 года победу «Лестера» над «Блэкпулом» на «Блумфилд Роуд».
23 сентября 2010 года Дайер продлевает контракт еще на 4 сезона, до июня 2014
Фантастическая форма Ллойда помогает разгромить на своём поле «Ипсвич Таун» со счётом 6:0 — он зарабатывает пенальти, отдаёт две голевые передачи и в итоге забивает сам. Помощник главного тренера, Крейг Шекспир скажет об этой игре, что Ллойд Дайер «показывает, вероятно, лучший футбол в своей карьере».
27 августа 2013 года, Дайер выводит «лис» на матч Кубка лиги против «Карлайл Юнайтед» с капитанской повязкой. Его команда выигрывает со счётом 5:2, а сам капитан становится игроком матча с забитым мячом и голевой передачей в активе.
22 апреля 2014 года, Ллойд забивает единственный мяч в ворота «Болтон Уондерерс», приводя тем самым команду к первому месту в Чемпионшипе.

### Уотфорд
Несмотря на предложения продлить контракт с «Лестером», 12 июня 2014 года Дайер подписывает трёхлетнее соглашение с клубом Чемпионшипа «Уотфордом».. Он дебютировал в новой команде, выйдя на замену вместо Даниэла Пудила на 83 минуте матча с «Болтон Уондерерс». Тремя днями позже Дайер открыл счёт забитым мячам за «шершней». Случилось это в матче Кубка лиги, жертвой стал клуб «Стивенидж» — мяч остался единственным в этой встрече. 19 августа Ллойд забил первый мяч в матче лиги за «Уотфорд» в ворота «Ротерем Юнайтед», и празднуя этот гол, Дайер начал выкрикивать оскорбления в адрес главного тренера Джузеппе Саннино. 2 февраля 2016 года в пресс-службе «Уотфорда» заявили, что Ллойд Дайер освобожден от обязательств по контракту..

### Бирмингем Сити (аренда)
19 декабря Дайер присоединился к клубу «Бирмингем Сити» на правах аренды до конца сезона. Его дебют за команду получился насыщенным событиями: в домашнем матче Кубка Англии против «Вест Бромвич Альбион», Дайер вышел в стартовом составе на позицию Демарая Грея и в конце первого тайма перехватил пас вратарю Боазу Майхиллу, отдав голевую передачу на Джонатана Граундса. Во второй половине встречи Дайер столкнулся с Майхиллом, вследствие чего последний повредил палец и был заменен.. Первый гол за «Бирмингем» Ллойд забил в последнем домашнем матче сезона в ворота «Чарльтон Атлетик», принеся своей команде победу с минимальным результатом.

### Бёрнли
15 февраля 2016 года Дайер перешёл в «Бернли», подписав контракт с командой до конца сезона.

### Бертон Альбион
25 июля 2016 года Дайер подписал контракт на один год с командой «Бертон Альбион», только поднявшейся в Чемпионшип. Дебют за «пивоваров» состоялся в первом же матче против клуба «Ноттингем Форест» — Дайер забил второй мяч из трёх голов своей команды, однако «Бертон» проиграл со счётом 3:4.

## Личная жизнь
Ллойд родился в Бирмингеме, графство Уэст-Мидлендс. Его брат, Уэйн Дайер — игрок сборной Монтсеррата по футболу.

## Статистика
| Клуб                            | Сезон            | Лига                    | Лига  | Лига | Кубок Англии | Кубок Англии | Кубок лиги | Кубок лиги | Другие | Другие | Всего | Всего |
| Клуб                            | Сезон            | Дивизион                | Матчи | Голы | Матчи        | Голы         | Матчи      | Голы       | Матчи  | Голы   | Матчи | Голы  |
| ------------------------------- | ---------------- | ----------------------- | ----- | ---- | ------------ | ------------ | ---------- | ---------- | ------ | ------ | ----- | ----- |
| Вест Бромвич Альбион            | 2002-2003        | Английская Премьер-лига | 0     | 0    | 0            | 0            | 1          | 0          | —      | —      | 1     | 0     |
| Вест Бромвич Альбион            | 2003-2004        | Чемпионшип              | 17    | 2    | 1            | 0            | 0          | 0          | —      | —      | 18    | 2     |
| Вест Бромвич Альбион            | 2004-2005        | Премьер-лига            | 4     | 0    | 0            | 0            | 1          | 0          | —      | —      | 5     | 0     |
| Вест Бромвич Альбион            | 2005-2006        | Премьер-лига            | 0     | 0    | 1            | 0            | 0          | 0          | —      | —      | 1     | 0     |
| Вест Бромвич Альбион            | Всего            | Всего                   | 21    | 2    | 2            | 0            | 2          | 0          | —      | —      | 25    | 2     |
| Киддерминстер Харриерс (аренда) | 2003-2004        | Лига Один               | 7     | 1    | —            | —            | —          | —          | —      | —      | 7     | 1     |
| Ковентри Сити (аренда)          | 2004-2005        | Чемпионшип              | 6     | 0    | —            | —            | —          | —          | —      | —      | 6     | 0     |
| Куинз Парк Рейнджерс (аренда)   | 2005-2006        | Чемпионшип              | 15    | 0    | —            | —            | —          | —          | —      | —      | 15    | 0     |
| Миллуолл                        | 2005-2006        | Чемпионшип              | 6     | 0    | —            | —            | —          | —          | —      | —      | 6     | 0     |
| Милтон-Кинс Донс                | 2006-2007        | Лига Два                | 41    | 5    | 2            | 0            | 2          | 0          | 2      | 0      | 47    | 5     |
| Милтон-Кинс Донс                | 2007-2008        | Лига Два                | 45    | 11   | 0            | 0            | 2          | 0          | 3      | 0      | 50    | 11    |
| Милтон-Кинс Донс                | Всего            | Всего                   | 86    | 16   | 2            | 0            | 4          | 0          | 5      | 0      | 97    | 16    |
| Лестер Сити                     | 2008-2009        | Лига Один               | 44    | 10   | 3            | 1            | 1          | 0          | 3      | 0      | 51    | 11    |
| Лестер Сити                     | 2009-2010        | Чемпионшип              | 33    | 3    | 1            | 0            | 1          | 0          | 2      | 0      | 37    | 3     |
| Лестер Сити                     | 2010-2011        | Чемпионшип              | 35    | 3    | 2            | 1            | 2          | 1          | —      | —      | 39    | 5     |
| Лестер Сити                     | 2011-2012        | Чемпионшип              | 36    | 4    | 5            | 0            | 3          | 2          | —      | —      | 44    | 6     |
| Лестер Сити                     | 2012-2013        | Чемпионшип              | 42    | 3    | 3            | 0            | 1          | 1          | 2      | 0      | 48    | 4     |
| Лестер Сити                     | 2013-2014        | Чемпионшип              | 40    | 7    | 1            | 0            | 5          | 3          | —      | —      | 46    | 10    |
| Лестер Сити                     | Всего            | Всего                   | 230   | 30   | 15           | 2            | 13         | 7          | 7      | 0      | 265   | 39    |
| Уотфорд                         | 2014-2015        | Чемпионшип              | 14    | 1    | 0            | 0            | 2          | 2          | —      | —      | 16    | 3     |
| Уотфорд                         | 2015-2016        | Премьер—лига            | 0     | 0    | 0            | 0            | 0          | 0          | —      | —      | 0     | 0     |
| Уотфорд                         | Всего            | Всего                   | 14    | 1    | 0            | 0            | 2          | 2          | —      | —      | 16    | 3     |
| Бирмингем Сити (аренда)         | 2014-2015        | Чемпионшип              | 18    | 1    | 1            | 0            | —          | —          | —      | —      | 19    | 1     |
| Бернли                          | 2015-2016        | Чемпионшип              | 3     | 0    | —            | —            | —          | —          | —      | —      | 3     | 0     |
| Бертон Альбион                  | 2016-2017        | Чемпионшип              | 42    | 7    | 1            | 0            | 1          | 0          | —      | —      | 44    | 7     |
| Бертон Альбион                  | 2017-2018        | Чемпионшип              | 29    | 3    | 1            | 0            | 1          | 1          | —      | —      | 31    | 4     |
| Бертон Альбион                  | Всего            | Всего                   | 71    | 10   | 2            | 0            | 2          | 1          | —      | —      | 75    | 11    |
| Всего за карьеру                | Всего за карьеру | Всего за карьеру        | 477   | 61   | 22           | 2            | 23         | 10         | 12     | 0      | 534   | 73    |

1. 1 2 3  Матчи плей-офф лиги
2. 1 2  Матчи за Трофей Футбольной лиги

## Награды
Вест Бромвич Альбион
- Серебряный призёр: Чемпионшип 2003/2004[48]

Милтон Кинс Донс
- Чемпион: Лига Два 2007/2008
- Обладатель Трофея Футбольной лиги 2007/2008

Лестер Сити
- Чемпион: Лига Один 2008/2009
- Чемпион: Чемпионшип 2013/2014